# Теореми Мертенса
Теоремами Мертенса називаються кілька пов'язаних тверджень, щодо властивостей простих чисел доведені у 1874 році польським математиком Францом Мертенсом.

## Твердження теорем
Нехай {\displaystyle x} є дійсним числом і вирази {\textstyle \sum _{n\leqslant x}} і {\textstyle \sum _{p\leqslant x}} позначають суму по всіх натуральних і простих числах, що не перевищують. Тоді виконуються такі рівності (кожну із яких називають теоремою Мертенса):
{\displaystyle (1)\quad \sum _{n\leqslant x}{\frac {\Lambda (n)}{n}}=\log x\,+\,O(1).}
Тут {\displaystyle \Lambda (n)} є функцією фон Мангольдта.
{\displaystyle (2)\quad \sum _{p\leqslant x}{\frac {\log p}{p}}=\log x\,+\,O(1).}
Більш того {\textstyle \sum _{p\leqslant n}{\frac {\log p}{p}}-\log n} для будь-якого натурального числа {\displaystyle n} за абсолютним значенням не перевищує 2.
{\displaystyle (3)\quad \int _{1}^{x}{\frac {\psi (t)}{t^{2}}}\mathrm {d} t=\log x\,+\,O(1).}
Тут {\textstyle \psi (x)=\sum _{n=1}^{x}\Lambda (n)=\sum _{p^{k}\leqslant x}\operatorname {log} (p)} є функцією Чебишева.
{\displaystyle (4)\quad \sum _{p\leqslant x}{\frac {1}{p}}=\log \log x+M\,+\,O\left({\frac {1}{\log x}}\right).}
Константа {\displaystyle M} називається константою Майсселя — Мертенса і вона є рівною:
{\displaystyle M=\lim _{n\to \infty }\left(\sum _{p\in \mathbb {P} }^{n}{\frac {1}{p}}-\log \log n\right)=\gamma +\sum _{p\in \mathbb {P} }\left[\log \left(1-{\frac {1}{p}}\right)+{\frac {1}{p}}\right]=\gamma +\sum _{k=2}^{\infty }{\frac {\mu (k)}{k}}\log \zeta (k).}
де {\displaystyle \gamma =0,5772156649...}  є константою Ейлера — Маскероні.
{\displaystyle (5)\quad \lim _{x\to \infty }\log x\prod _{p\leqslant x}\left(1-{\frac {1}{p}}\right)=e^{-\gamma }.}